# Regino Gómez Hernández
Regino Gómez Hernández   (Torrejón de Ardoz, 6 d'abril de 1937) fou un futbolista madrileny de la dècada de 1960.
Jugava a la posició de lateral o defensa esquerre. Es va formar com a futbolista a l'Atlètic de Madrid. A continuació jugà quatre temporades a la UD Salamanca, dues d'elles a Segona Divisió, on esdevingué un puntal a la defensa. La temporada 1962-63 fitxà pel RCD Espanyol però només disputà el primer partit de lliga davant l'Indautxu. La següent temporada només disputà partits amistosos. Un cop deixà l'Espanyol jugà al CE Manresa.